# Jean de Bodt

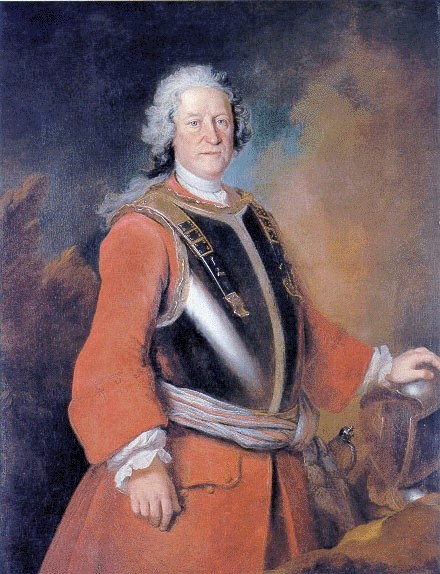
Jean de Bodt, Architekt und General, 1729

Jean (de) Bodt (* 1670 in Paris; † 3. Januar 1745 in Dresden) war ein Architekt des klassizistischen Barocks und preußischer und kurfürstlich sächsischer General.

## Leben

### Familie
Bodt wurde als Kind reformierter Eltern in Paris geboren. Er gab seine Eltern als Arnold Bodt und Dame Caterine de Gion an. Bodt könnte der Sohn eines aus Mecklenburg nach Paris ausgewanderten Arnold von Both (Bodt), und einer Französin sein. Genauso gut könnte er auch aus den Niederlanden stammen. Der Buttfisch in seinem Wappenring ist ein Indiz. Bodt war zweimal verheiratet gewesen. Unwahrscheinlich ist, dass seine erste Frau eine uneheliche Tochter Wilhelms III. von Oranien gewesen ist. Vielmehr heiratete John Bodt 1694 in London Elizabeth Timberly, von der er sich 1706 scheiden ließ. Nachweisbar ist auch seine zweite Ehe mit Magdalena von Persode († 13. April 1734 Neustadt Dresden, 53-jährig), Schwester des Generalmajors Johann von Persode, die er am 23. Februar 1707 in Berlin heiratete. Aus dieser Ehe gingen mehrere Töchter hervor, darunter:
- Suzanne Eleonore von Bodt ⚭ Freiherr Karl Moritz von Wangelin (Landrat).[8][9][10]  Deren Tochter heiratete Karl Kuno Ludwig von Klitzing.
- Charlotte von Bodt ⚭ Johann Sigmund von Petzinger.[11]

### Werdegang
Jean de Bodt studierte in Frankreich Architektur bei François Blondel, floh aber 1685 nach dem Edikt von Fontainebleau wegen seines evangelischen Glaubens als Hugenotte nach Holland. Als Offizier im Dienste des Prinzen Wilhelm von Oranien fand er Gelegenheit, neben der Teilnahme an verschiedenen Feldzügen seine Studien in den Niederlanden und später – ebenfalls im Gefolge des Prinzen – in England fortzusetzen. In London wurde er Kapitän (Hauptmann) der Infanterie und des Ingenieur-Korps.
Berlin und Preußen

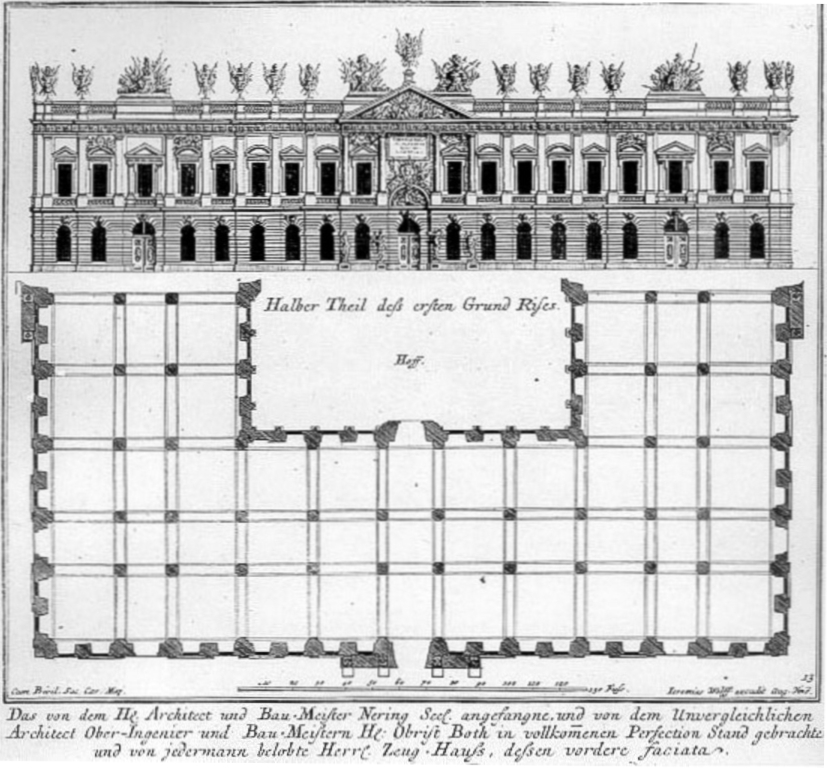
Berliner Zeughaus: Fassadenaufriss und halber Grundriss nach Jean de Bodt

1699 folgte er einem Ruf des brandenburgischen Kurfürsten Friedrich III. nach Berlin und wurde dem Füsilier-Regiment Nr. 20 (Alt-Bornstedt) zugeordnet. Zunächst begann er seine Tätigkeit mit umfangreichen Sicherungsmaßnahmen, danach veränderte er schrittweise die alten Pläne und fand neue Formen, die durch die französische Klassik und die englische Architektur des ausgehenden 17. Jahrhunderts beeinflusst waren. In Berlin vollendete er als Leiter des gesamten Bauwesens ab Herbst 1699 das Zeughaus, das auf Planungen von Johann Arnold Nering zurückgeht und nach dessen Tod von Martin Grünberg und 1698/99 von Andreas Schlüter fortgeführt wurde, wobei Letzterer bereits 1695//96 Teile der Bauplastik geschaffen hatte. Für deren Vollendung holte de Bodt den Franzosen Guillaume Hulot nach Berlin. Wesentliche Elemente des Zeughauses gehen aber auf de Bodts Konzepte zurück. Er entwarf auch Teile des Potsdamer Stadtschlosses.
In der Absicht, eine Königskrone zu erlangen, wünschte Friedrich III. aus Gründen der Repräsentation eine kulturelle Aufwertung des zukünftigen „Königreichs Preußen“ und bewog die reichsten Familien in Ostpreußen mit dem Bau von Barockschlössern; de Bodt beteiligte sich daran mit den Entwürfen für Schloss Friedrichstein und Schloss Schlodien. Seine Pläne für Friedrichstein, das Schloss der Grafen Dönhoff, setzte in den Jahren 1709–1714 der Architekt John von Collas um, ebenfalls ein Hugenotte mit ähnlichem Lebensweg; Jean de Bodt und John von Collas (Jean de Collas) dürften sich gekannt haben: beide flohen zuerst nach Holland, dann im Gefolge Wilhelms III. von Oranien mit ihm nach London, und beide kamen um 1700 nach Preußen. Philipp Gerlach begann 1715 in Berlin nach de Bodts Plänen mit dem Bau des Turms der Parochialkirche. Für den englischen Botschafter Thomas Wentworth zeichnete er die Pläne für Wentworth Castle bei York.
Seit März 1701 war er ordentliches Mitglied der damaligen Königlich Preußischen Sozietät der Wissenschaften. Am 9. Mai 1705 wurde beschlossen, dass er Kommandeur des Ingenieurs-Korps werden sollte, zunächst noch ohne Patent. Am 14. September 1706 bekam er sein Patent als Oberst. Am 24. Dezember 1715 beförderte ihn König Friedrich Wilhelm I. zum Generalmajor. Am 1. Januar 1722 wurde De Bodt Kommandeur der Festung Wesel und baute sie aus. Das Berliner Tor ist sein Werk. Mit den Bildhauerarbeiten beauftragte er Hulot, den Friedrich Wilhelm I. wie die meisten Berliner Hofkünstler bei seiner Regierungsübernahme 1713 fristlos entlassen hatte.
Sachsen
Der Bruch kam, als der König beim Ausbau der Festung Magdeburg Walrawe bevorzugte. De Bodt erbat daraufhin seinen Abschied. Durch Vermittlung seines Freundes Longuelune trat er 1728 in Sachsen die Nachfolge von August Christoph von Wackerbarth als Generalintendant der Zivil- und Militärgebäude sowie als Chef des Ingenieur-Korps an, wofür er den Rang eines Generalleutnants erhielt. Damit war er auch Dienstvorgesetzter des zivilen Oberbauamts. In dieser Funktion modernisierte er ab 1734 im Auftrag von Friedrich August II. die Festung Königstein. Zwischen 1735 und 1737 ließ er auf Schloss Sonnenstein über Pirna den bis heute erhaltenen Elbflügel der Festung sowie die Neue Kaserne errichten. 1741 wurde er zum General der Infanterie ernannt. Allerdings waren diese Dienstgrade kaum mit militärischen Pflichten verbunden, sondern dienten lediglich der Eingruppierung seiner Besoldung als leitender Architekt des Staates.
In Dresden leitete er unter anderem den erweiternden Umbau des Japanischen Palais. Er entwarf, ähnlich seinem Portikus am Berliner Zeughaus und an den ostpreußischen Schlössern, auch hier einen Säulenportikus mit Dreiecksgiebel, hier aber bekrönt von einer Kuppel und flankiert von Figuren hinter dem Giebeldreieck – eine Anordnung wie sie später Paul Wallot beim Berliner Reichstagsgebäude ins Gigantische steigern sollte. „Eigentlich in seiner Monumentalität fremd für Dresden, verbindet sich doch dieser Mittelteil auf eine geglückte Weise mit den auf Pöppelmann zurückgehenden geschwungenen Dachformen der Eckpavillons.“
Auf Geheiß Friedrich August II. erarbeitete er 1737 den Plan zu einer „besonderen Fachanstalt“ für Ingenieuroffiziere. Im Dezember 1743 nahm diese den Lehrbetrieb als „Ingenieurakademie zu Dresden“ mit zunächst zwei ständigen Lehrern auf. In den Räumen der sowohl als Ritter- als auch als Militärakademie bezeichneten Neustädter Kaserne am Niedergraben wurden Mathematik und ihre Anwendungen, Festungsbau und -krieg, theoretische und praktische Geodäsie, Kartographie, Geographie, Zivilbaukunst, Mechanik einschließlich Hydromechanik und Maschinenkunde gelehrt. Lediglich vom Siebenjährigen Krieg (1756–1763) unterbrochen, wirkte die Ingenieurakademie mit bald fünf Lehrkräften bis in die Zeit der Napoleonischen Kriege hinein. Noch einmal entwarf de Bodt 1737 ein Palais für Berlin, das Ordenspalais am Wilhelmplatz, dessen ursprünglicher Auftraggeber Reichsgraf Karl-Ludwig Truchseß zu Waldburg 1738 verstarb, sodass danach der Johanniterorden den Rohbau erwarb und vom Architekten Carl Friedrich Richter vollenden ließ. 
2005 erwarb die Bibliothek des Winterthur Museum (bei Wilmington (Delaware)) einen reichhaltigen Sammelband mit Ornament-Vorlagen aus dem Besitz de Bodts.

## Bilder von Bauten Jean de Bodts

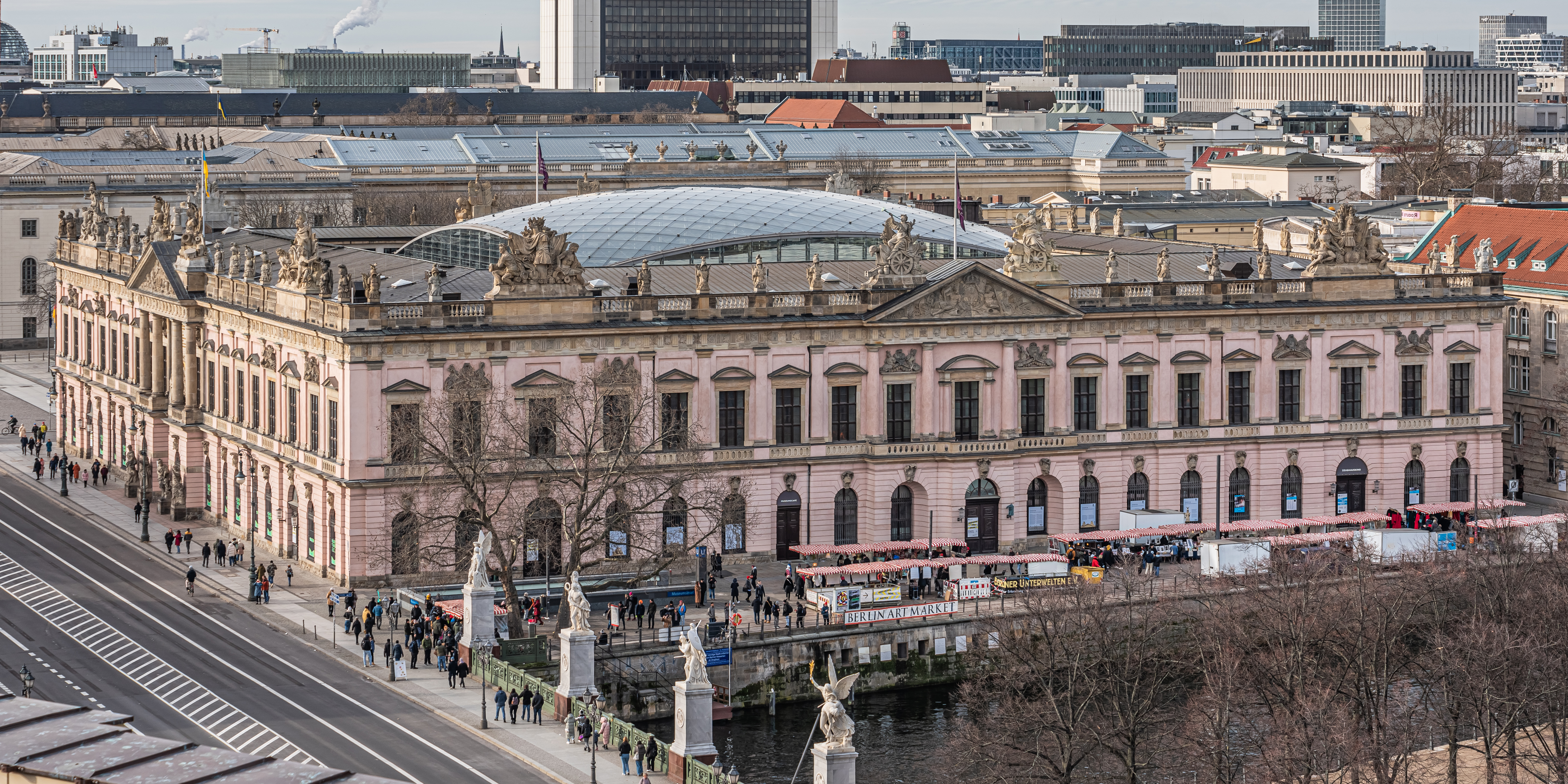
Zeughaus Berlin
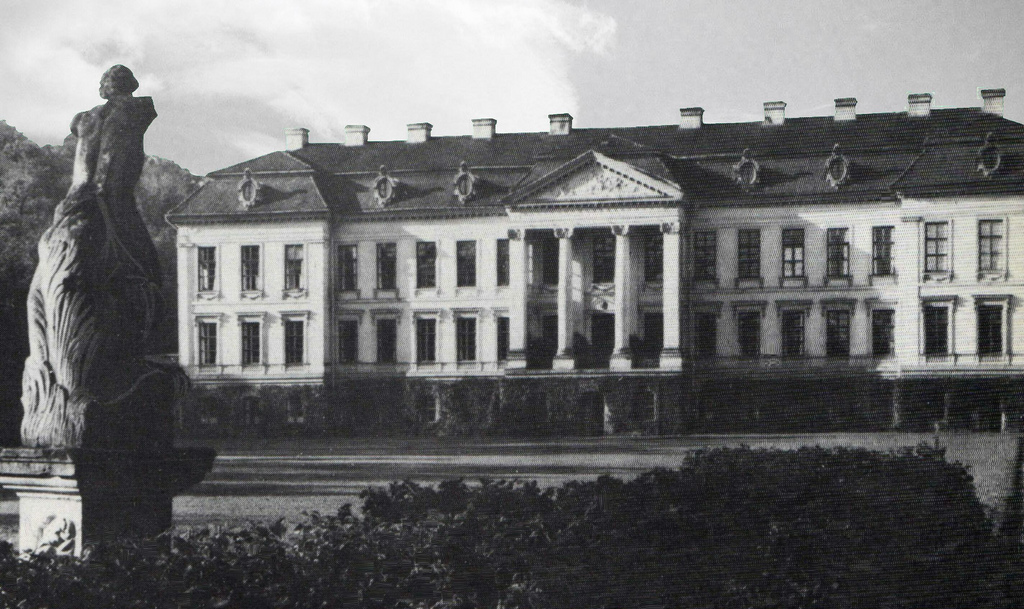
Schloss Friedrichstein, Ostpreußen
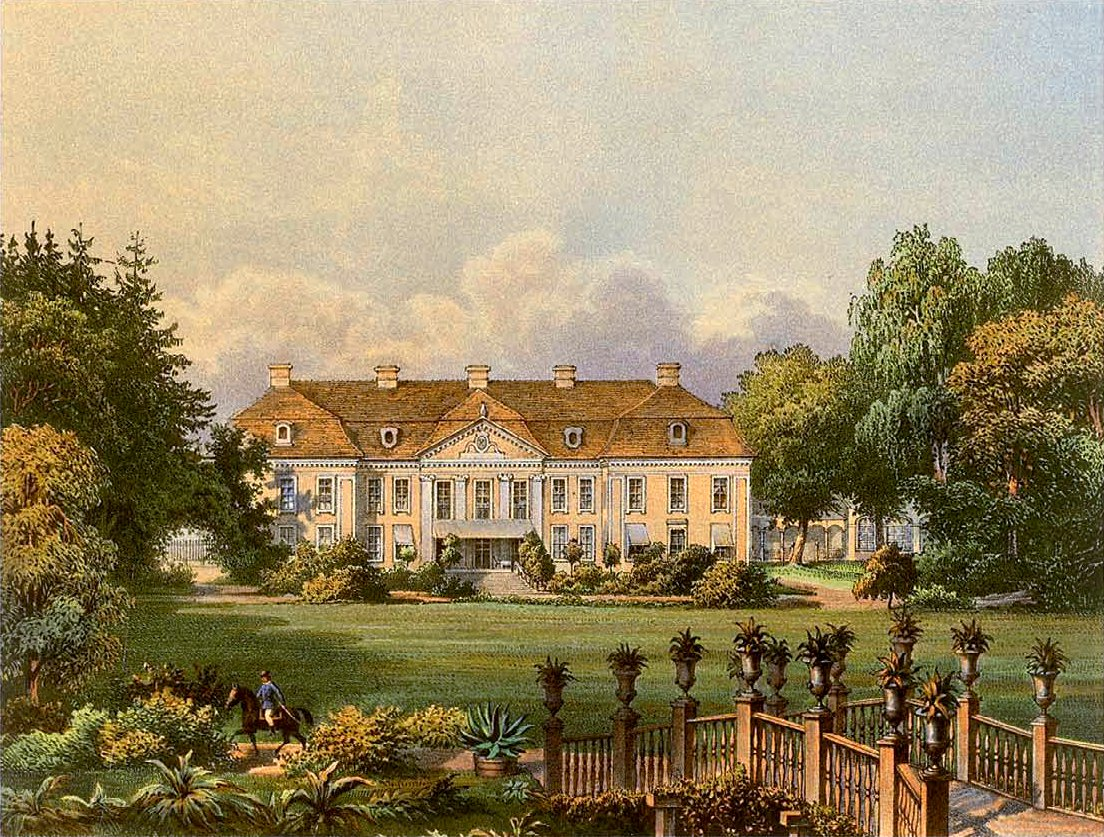
Schloss Schlodien, Ostpreußen
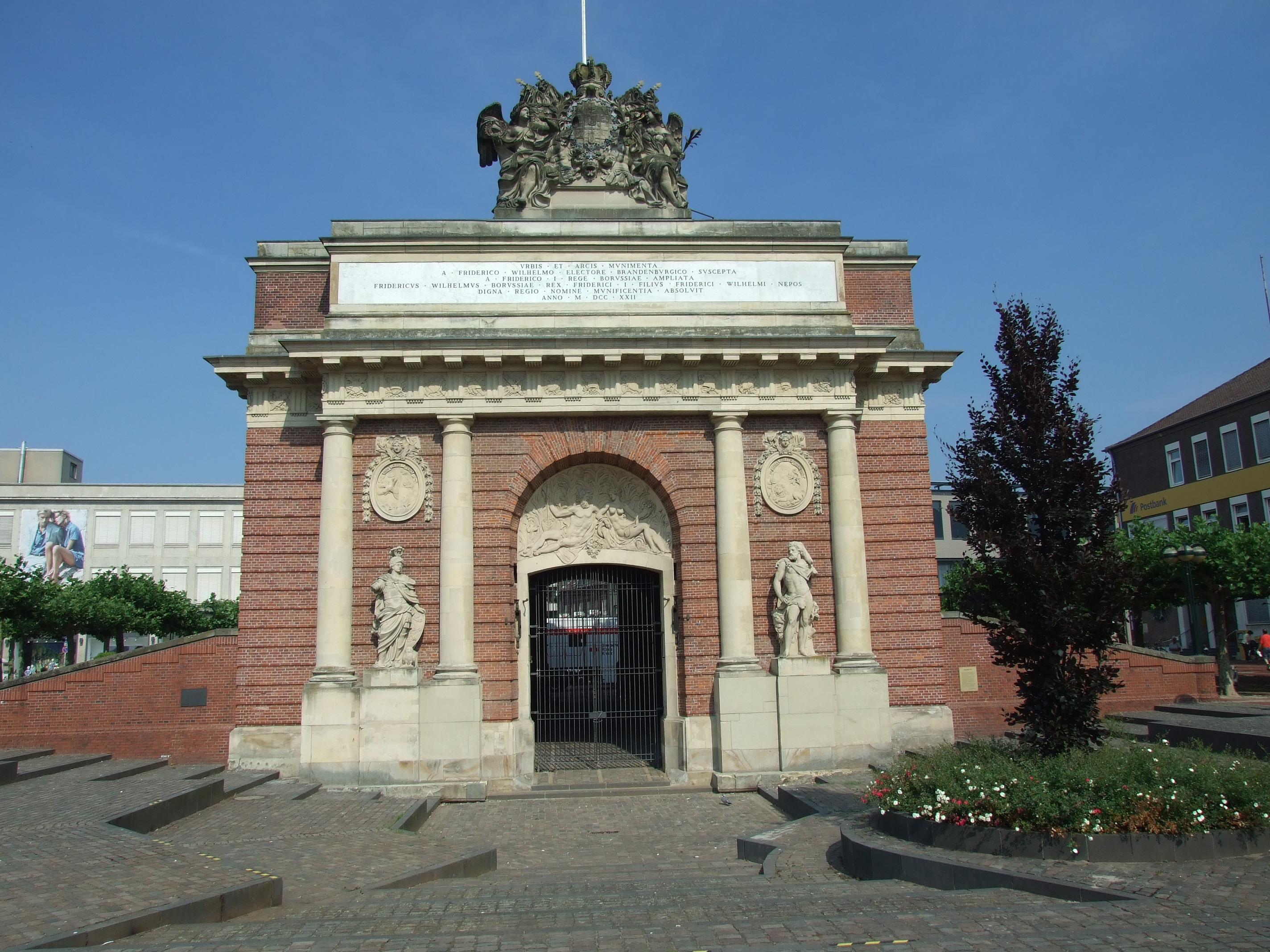
Berliner Tor (Wesel)
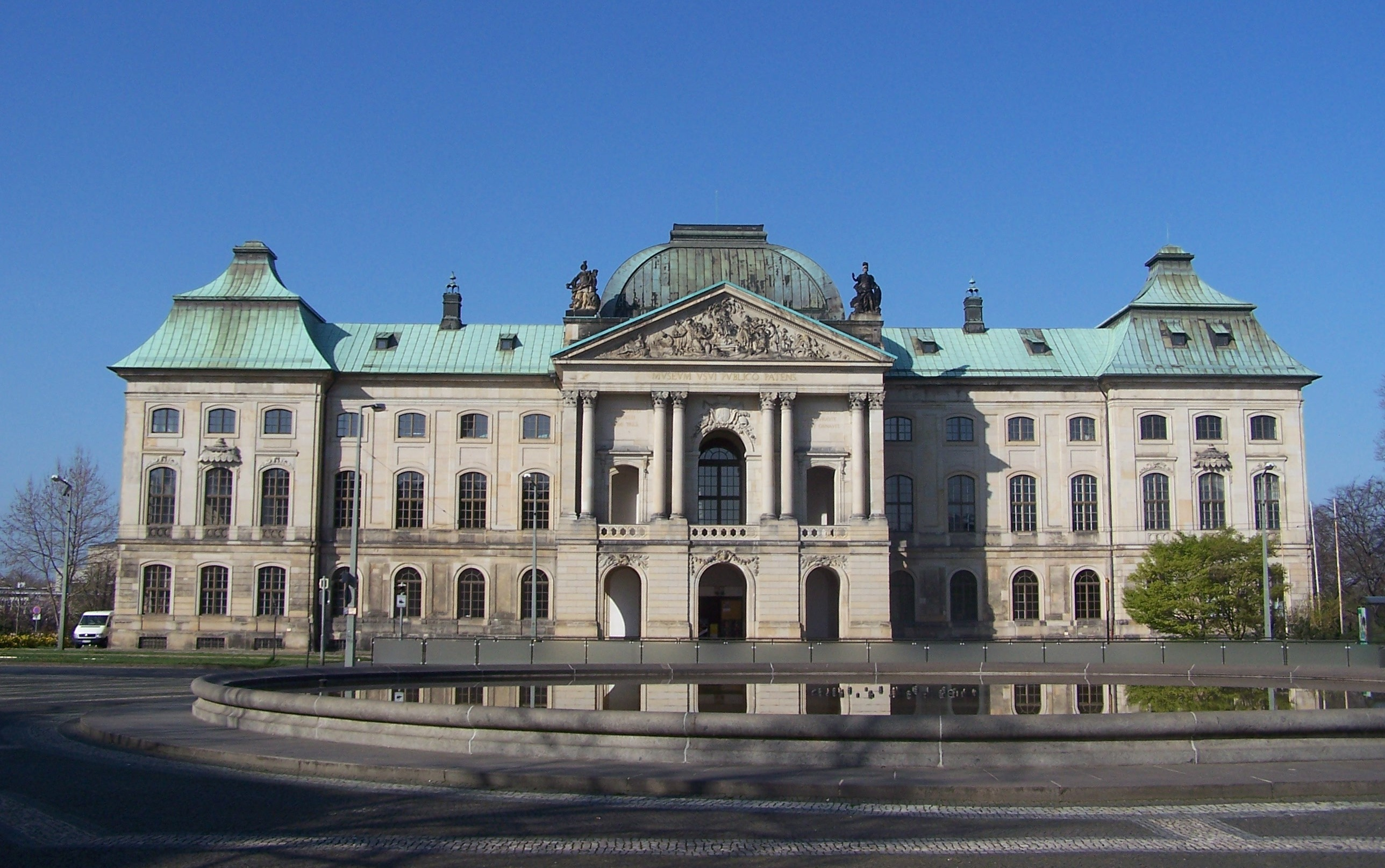
Japanisches Palais, Dresden (Mitwirkung)